# Premios Urban X
Los Urban X Awards son unos premios anuales realizados en los Estados Unidos para homenajear la realización de la pornografía étnica. Originalmente conocidos como Urban Spice Awards, fueron creados en 2008 por el director porno Giana Taylor. Los premios reconocen la realización de las estrellas porno, productores, directores, agencias y empresas que producen filmes con negros, latinos, asiáticos y contenido adulto interracial. Los vencedores son escogidos por los fanes por votación.